# Unparteiische Kritiken
Unparteiische Kritiken (Opartisk kritik), op. 442, är en polkamazurka av Johann Strauss den yngre. Den framfördes första gången den 22 februari 1892 i Sofienbad-Saal i Wien.

## Historia
Efter flera förseningar hade Johann Strauss efterlängtade opera Ritter Pásmán premiär på Wiener Hofoper den 1 januari 1892. Samma dag hade tidningen Fremden-Blatt en artikel som hyllade verket såsom "en kioskvältare vid sidan av 'Cavalleria Rusticana' och 'Manon'...", men två dagar senare ansåg tidningen i stället att "Folk kommer utan tvekan gå på 'Fledermaus' för att återhämta sig från 'Ritter Pásmán'". Strauss kände sig sviken av pressen och blev djupt sårad av Eduard Hanslicks recension i Neue Freie Presse den 3 januari. Hanslicks åsikt fångades upp i en skämtteckning i veckotidningen Figaro. Under Theo Zasches karikatyr av kritikern stod att läsa: "Vad överguden har att säga om saken: 'Skomakare, bliv vid din läst!".
Strauss sårade stolthet fick honom att uttrycka sitt förakt för musikkritiker. "De är professorer!", skrev han till vännen Gustav Lewy. "De måste veta bättre än andra och måste ha rätt. Det finns många tusen maskar i världen som skulle förblivit anonyma om de inte kände sig manade att göra sig själva hörda... Jag skiter i alla musikprofessorer...". Vad gällde Ritter Pásmán ansåg sig Strauss särskilt förfördelad då den hade bedömts som ett verk av Valskungen snarare än som en samtida opera på egna villkor. När det var dags att namnge den polkamazurka han hade skrivit till årets bal arrangerad av Wiens Författare- och Journalistförening "Concordia" gnagde ännu känslan av att ha blivit orättvist bedömd. Med tydlig udd döpte han den till Unparteiische Kritiken (Opartisk kritik). Om ledningen för "Concordia" var medveten om den högst personliga referensen i valet av titel, så sa de ingenting och polkamazurkan framfördes planenligt på deras bal den 22 februari 1892 i Sofienbad-Saal av Capelle Strauss under ledning av Eduard Strauss.
Eduard Hanslick visade till en början ingen reaktion på Strauss titelval. Men när klaverutdraget av polkan publicerades, med en framsida som avbildade rättvisans gudinna Justitia med ögonbindel, kände han sig djupt sårad. Då han inte vågade konfrontera Strauss med sitt missnöje protesterade han till förläggare Fritz Simrock, som endast fann episoden komisk.

## Om polkan
Speltiden är ca 4 minuter och 14 sekunder plus minus några sekunder beroende på dirigentens musikaliska tolkning.

## Weblänkar
- Unparteiische Kritiken i Naxos-utgåvan.